# Quercus semecarpifolia
Quercus semecarpifolia — вид рослин з родини Букові (Fagaceae); поширений південно-східній частині Азії.

## Опис
Дерево досягає 20–30 м заввишки; часто менше; стовбур до 1.5 м у діаметрі. Кора темно-сірувата, розтріскана на невеликі квадратні пластинки. Гілочки, бруньки й прилистки запушені, восени стають без волосся. Листки 2–5 × 1.5–3 см (може досягати 10 × 6 см), напіввічнозелені, овальні; верхівка злегка загострена або тупа; основа серцеподібна; край цілий (перш за все на старих гілочках) або з 1–8 гострими зубцями, хвилястий; темно-зелені зверху, незабаром без волосся; волосисті, золотисті знизу, але старші листя стають майже голими; ніжка листка товста, 3–7 см завдовжки. Чоловічі суцвіття 5–12 см, золотисто-жовті; маточкові суцвіття 2–7 см, що несуть 1–3 квітки. Жолудь 1.8–2.5 см у діаметрі, кулястий, голий, чорний у зрілому стані; поодиноко або в парі; верхівка загострена; чашечка плоска, товщиною 1 мм, лише в основі горіха; лусочки трикутні, сіро-коричневі; дозріває через 2 роки.
Період цвітіння: травень — червень.

## Середовище проживання
Поширений у південно-східній частині Азії (сх. Афганістан, пд.-зх. Китай, пн. Індія, Бутан, пн. М'янма, Непал, пн. Пакистан). Висота зростання: 2500–4000 м.